# Oddział partyzancki Armii Krajowej „Trop”
Oddział partyzancki „Trop” – dowodzony przez ppor. Jana Mateckiego, ps. „Grom”, oddział partyzancki utworzony na terenie Okręgu Łódź Armii Krajowej. 

## Historia oddziału
Odział partyzancki „Trop” powstał w czerwcu 1944 r. w leśniczówce Ossa w lasach białaczowskich. W jego skład weszli początkowo żołnierze, którzy ocaleli ze zlikwidowanego przez Niemców oddziału partyzanckiego Armii Krajowej „Błysk”. Pierwszym dowódcą został plut. Jan Włodarski, ps. „Tomek” (były pierwszy dowódca OP AK „Błysk”), jednak już w końcu czerwca na to stanowisko został powołany ppor. Jan Matecki, ps. „Grom”. Oddział brał udział w potyczce pod Huciskami, w której zginęło 17 partyzantów, oraz w akcji zaczepnej na stację kolejową Słomianka koło Opoczna. 

### Działalność oddziału od sierpnia do listopada 1944r. w ramach 25 pułku piechoty Armii Krajowej
W drugiej połowie lipca 1944 r. w związku ze zbliżaniem się wojsk sowieckich do linii Wisły inspektor piotrkowski, major Stanisław Pawłowski „Powała”, zarządził koncentrację wszystkich podległych mu oddziałów partyzanckich w lasach w okolicy wsi Barkowice Mokre. W ten sposób zmobilizowano około 550 żołnierzy, z których powstał I batalion 25 pułku piechoty Armii Krajowej. Początek koncentracji został wyznaczony na dzień 20 lipca 1944 r. Oddział „Trop” dołączył do zgrupowania dopiero 11 sierpnia (według innych źródeł 12 sierpnia) 1944 r. w okolicach wsi Widuch. Liczył wtedy 72 jednolicie umundurowanych i dobrze wyszkolonych żołnierzy.
Działając w strukturach 25 pułku piechoty AK, żołnierze z oddziału „Trop” brali udział w wielu akcjach oraz potyczkach z niemieckimi żandarmami i żołnierzami.
- 13 sierpnia 1944 r. grupa około 90–100 żołnierzy z różnych oddziałów wchodzących w skład 25 pp AK pod dowództwem ppor. „Maja” dokonała pacyfikacji niemieckiej kolonii Jawor zamieszkiwanej przez volksdeutschów tworzących Selbstschutz. W wyniku walk zniszczono niemiecki bunkier, zarekwirowano bydło i konie, zdobyto broń i amunicję. Po stronie partyzantów zginął co najmniej jeden żołnierz[4].
- 16 sierpnia 1944 r. partyzanci stoczyli dwie potyczki z Niemcami w rejonie wsi Sulborowice i Reczków. W godzinach przedpołudniowych siły polskie rozbiły oddział żandarmerii niemieckiej. Zginęło 20 żandarmów, a pozostałych 17 rozstrzelano za znęcanie się nad ludnością cywilną. Po stronie polskiej nie było zabitych. Trzech partyzantów zostało rannych. Zdobyto broń, amunicję, konie, wozy, oprzyrządowanie wojskowe i mapy. W tym samym miejscu w godzinach popołudniowych pułk stoczył bój z około 300–350 żołnierzami niemieckimi. W czasie popołudniowej akcji straty niemieckie wyniosły 66 zabitych i około 90–100 rannych. Po stronie polskiej zginęło 10 partyzantów, w tym por. „Kuba” (Antoni Bednarczyk) – dowódca oddziału „Burza”. Kolejnych trzech żołnierzy zostało rannych[5].
- Od 20 sierpnia do 26 września 1944 r. oddział wraz z innymi oddziałami wchodzącymi w skład batalionu 25 pp AK stacjonował w obozie warownym w lasach przysuskich. Dni mijały partyzantom na ćwiczeniach polowych, ćwiczeniach musztry, organizowaniu żywności[6].
- 21 sierpnia 1944 major „Roman” przeorganizował batalion w pułk i oficjalnie nadał mu nazwę 25 pułku piechoty Armii Krajowej, nawiązując tym do istniejącego przed 1939 r. 25 pułku piechoty Wojska Polskiego[7].
- 6 września 1944 r. niemieckie oddziały Wehrmachtu w sile jednej kompanii zaatakowały partyzantów w okolicach leśniczówki Huta i gajówki Piecyki w lasach przysuskich niedaleko Stefanowa. W wyniku działań bojowych po stronie niemieckiej zginęło 18 żołnierzy (w tym dwóch oficerów), a 7 zostało rannych. Po stronie polskiej nie odnotowano zabitych. Ciężko ranny został jeden partyzant z oddziału „Błyskawica”[8].
- W wyniku przeprowadzonej we wrześniu 1944 r. reorganizacji 25 pp AK partyzanci z dawnego oddziału „Trop” weszli w skład 4. kompanii pod dowództwem ppor. Jana Mateckiego ps. „Grom”. Liczyła ona ponad 150 żołnierzy[9].
- 26 września 1944 r. w ramach operacji „Waldkater” siły niemieckie w liczbie około 1200 żołnierzy i żandarmów zaatakowały w lasach przysuskich połączone siły 25 i 72 pułku piechoty Armii Krajowej. W wyniku wielogodzinnej walki operacja „Waldkater” zakończyła się fiaskiem. Niemcy stracili 140 zabitych oraz około 230 rannych. Po polskiej stronie zginęło 10 partyzantów, 20 było rannych, a sześciu zaginęło[10] (inne źródło podaje 11 zabitych, 10 rannych i pięciu zaginionych[11]).
- W nocy z 27 na 28 września 1944 r. w odwecie za operację „Waldkater” partyzanci z 25 pp oraz 72 pp AK (w sumie około 600 żołnierzy) przeprowadzili akcję mającą na celu zniszczenie posterunku żandarmerii w Przysusze. Po kilkugodzinnej walce partyzantom nie udało się osiągnąć głównego celu akcji. Bunkier przy posterunku żandarmerii pozostał niezdobyty. Po stronie niemieckiej zginęło około 60 żandarmów. Po stronie polskiej zginęło 2 partyzantów, a 7 zostało rannych. Zdobyto żywność i broń[12].

- 23 października 1944 r. Niemcy otoczyli 25 pułk piechoty Armii Krajowej w okolicach wsi Myślibórz, Tomaszów i Ruszenice. Z powodu dużej przewagi wroga partyzanci wycofali się do wsi Górki Niemojowskie[13].
- 27 października 1944 r. w okolicach wsi Biały Ług partyzanci z 25 pp AK odparli atak około 2500 żołnierzy niemieckich z SS i Wehrmachtu. W wielogodzinnym boju Niemcy stracili ok. 140 żołnierzy (40 zabitych i 100 utopionych w bagnie). Po stronie polskiej zginęło 8 partyzantów[14].
- 4 listopada 1944 r. około 800 żołnierzy 25 pp AK przełamało pierścień obławy niemieckiej w lasach przysuskich w okolicy leśniczówki Huta. W całodniowym boju poległo około 20 partyzantów w tym zastępca dowódcy pułku – major Bronisław Lewkowicz ps. „Kurs”. Około 30 żołnierzy zostało rannych. Straty niemieckie w walce koło leśniczówki Huta oszacowano na około 100 poległych żołnierzy[15].
- 5 listopada 1944 r. odpoczywający we wsi Boków partyzanci zostali zaskoczeni przez przeważające liczebnie oddziały niemieckie. 25 pp AK wycofała się w kierunku południowo-zachodnim. Straty własne wyniosły 10 zabitych i 50 rannych[16]. Przez kilka następnych dni żołnierze uciekali przed ścigającymi ich oddziałami niemieckimi. Między wsiami Brody i Wincentów na skutek zamieszania około 250 żołnierzy zgubiło się lub rozproszyło w lasach koneckich. Część z tych osób poległa, wielu odniosło rany, pewna grupa trafiła do niewoli i do więzień. Była to wielka klęska pułku poniesiona bez żadnej walki, ponieważ nieprzyjaciel nie znajdował się w bezpośrednim kontakcie z partyzantami. 9 listopada kolumna doszła do Górek Niemojowskich, gdzie mogła wreszcie spokojnie odpocząć. Na dzień 9 listopada stan pułku wynosił około 300 osób[17]. Tego dnia podjęto decyzję o rozformowaniu 25 pułku piechoty AK. Kompania ppor. „Groma” została zdemobilizowana[18].